# Базилевич, Вячеслав Анатольевич
Вячесла́в Анато́льевич Базиле́вич (укр. Вячеслав Анатолійович Базілевич; род. 7 августа 1990, Симферополь) — украинский футболист, вратарь. Тренер вратарей клуба «Крымтеплица».

## Биография

### Семья
Его отец Анатолий — также футболист, выступал за житомирский «Химик» и охотниковскую «Чайку».

### Клубная карьера
В детско-юношеской футбольной лиге Украины выступал за симферопольскую «Таврию» и донецкий «Шахтёр». Во Второй лиге Украины за «Шахтёр-3» дебютировал 19 августа 2007 года в матче против армянского «Титана» (3:0). Всего за «Шахтёр-3» провёл 15 матчей. Выступал за дублирующий состав «Шахтёра» в молодёжном первенстве. С 2012 год по 2013 год выступал за «Крымтеплицу» из Молодёжного в Первой лиге Украины и провёл 28 матчей. Летом 2013 года перешёл в тернопольскую «Ниву». В начале 2014 года покинул расположение клуба.
После аннексии Крыма Россией принял российское гражданство. В феврале 2015 года стал игроком симферопольского ТСК, которое выступает в чемпионате Крыма. В феврале 2018 года подписал контракт с «Крымтеплицей».

### Карьера в сборной
В юношеской сборной Украины до 17 лет дебютировал 21 августа 2005 года в матче против Беларуси (1:0). Всего за сборную до 17 лет провёл 18 матчей.
В юношеской сборной до 19 лет дебютировал 27 февраля 2007 года в матче против Кипра (0:0). Базилевич был включён Юрием Калитвинцевым в состав сборной на чемпионат Европы 2009 года в Донецке и Мариуполе. Был запасным вратарём на поле так и не появился.

### Тренерская карьера
В 2020 году Базилевич вошёл в тренерский штаб ФК «Туапсе» и занял должность тренера вратарей в канун дебюта команды во чемпионате зоны «Юг» Первенства ПФЛ 2020/2021.

## Достижения
- Чемпион Европы среди юношей (до 19 лет): 2009